# Mascaromyia albitarsis
Mascaromyia albitarsis är en tvåvingeart som först beskrevs av Octave Parent 1935.  Mascaromyia albitarsis ingår i släktet Mascaromyia och familjen styltflugor.
Artens utbredningsområde är Mauritius. Inga underarter finns listade i Catalogue of Life.